# جون هورنبي
جون هورنبي (بالإنجليزية: John Hornby)‏ وهاجر إلى كندا في عام 1904.
كانت أول رحلة لهورنبي إلى القطب الشمالي لمنطقة بحيرة الدب الكبير في عام 1908 وقال انه سحر بقوة من القطب الشمالي للبرية الكندية. وبصرف النظر عن رحلات عرضية إلى ادمونتون وخدمتة في الحرب العالمية الأولى، أمضى هورنبي بقية حياته في منطقة القطب الشمالي في شمال كندا.
أصبح يعرف باسم "الناسك من الشمال" لجهوده من أجل العيش على الأرض مع الإمكانيات المحدودة. في عام 1923، تعاون هورنبي مع رجل إنكليزي "جيمس كريتشيل بولوك (1898-1953) في جهوده لقضاء سنة كاملة في القطب الشمالي بالقرب من خليج هدسون ليعيشون على الأرض من دون اللوازم باستثناء الأسلحة. الاثنان نجيا بالكاد.